# اس‌دبلیوام
اس‌دبلیوام (انگلیسی: SWM) شرکت خودروسازی چینی است، که در سال ۲۰۱۶ تأسیس شد.

## مدل‌های تولیدی

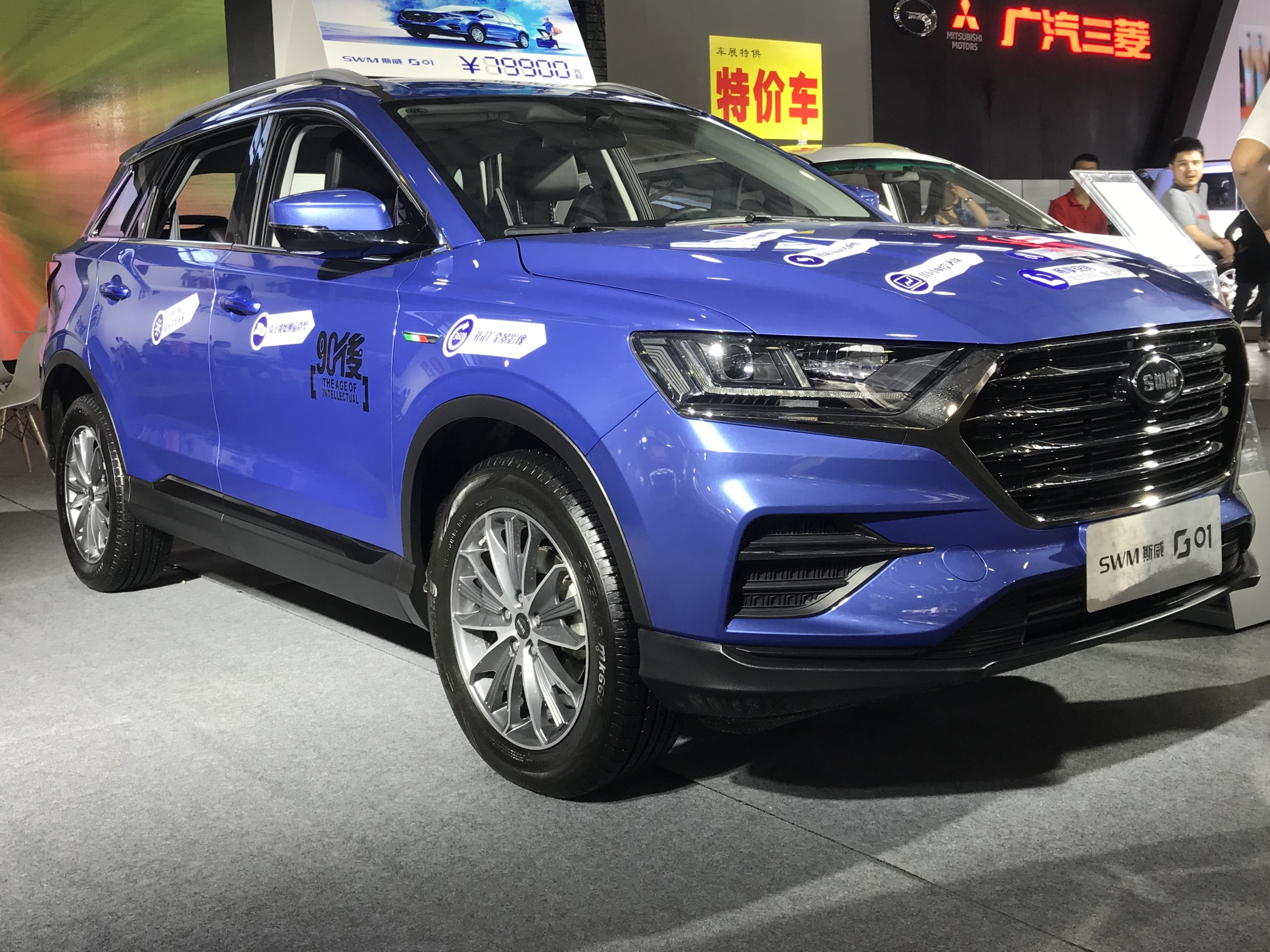
اس‌دبلیوام جی۰۱
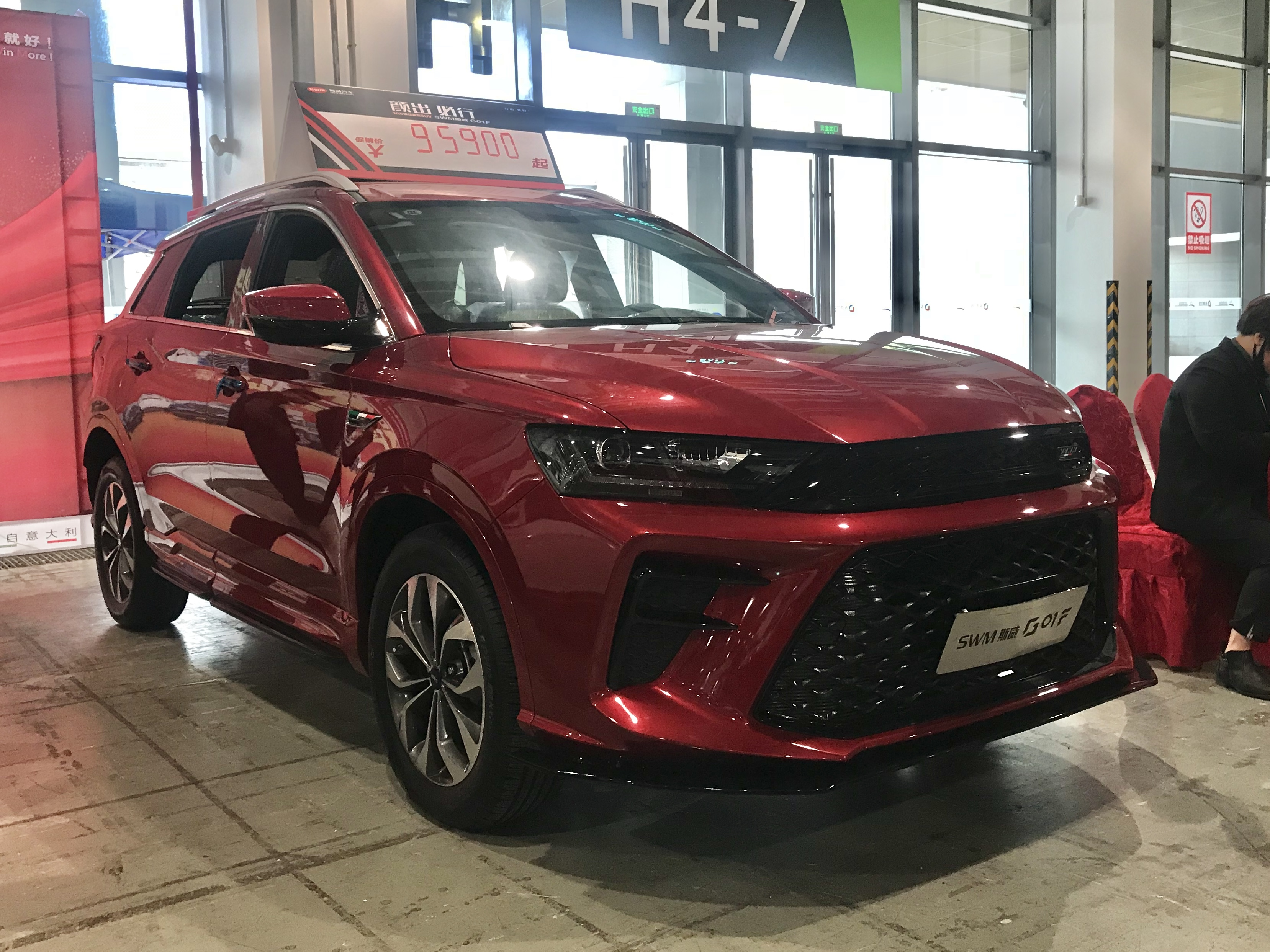
اس‌دبلیوام جی۰۵
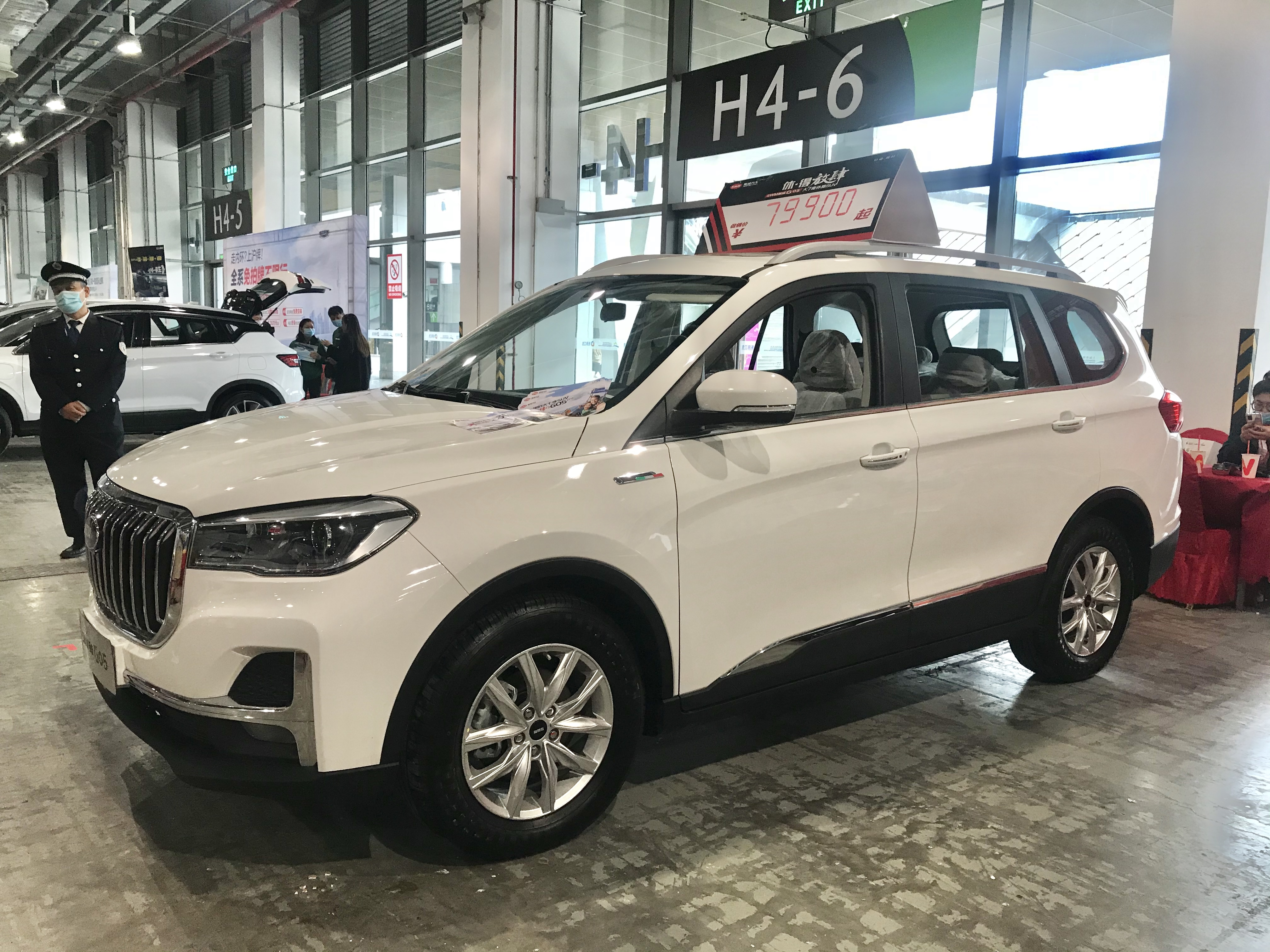
اس‌دبلیوام ایکس۷
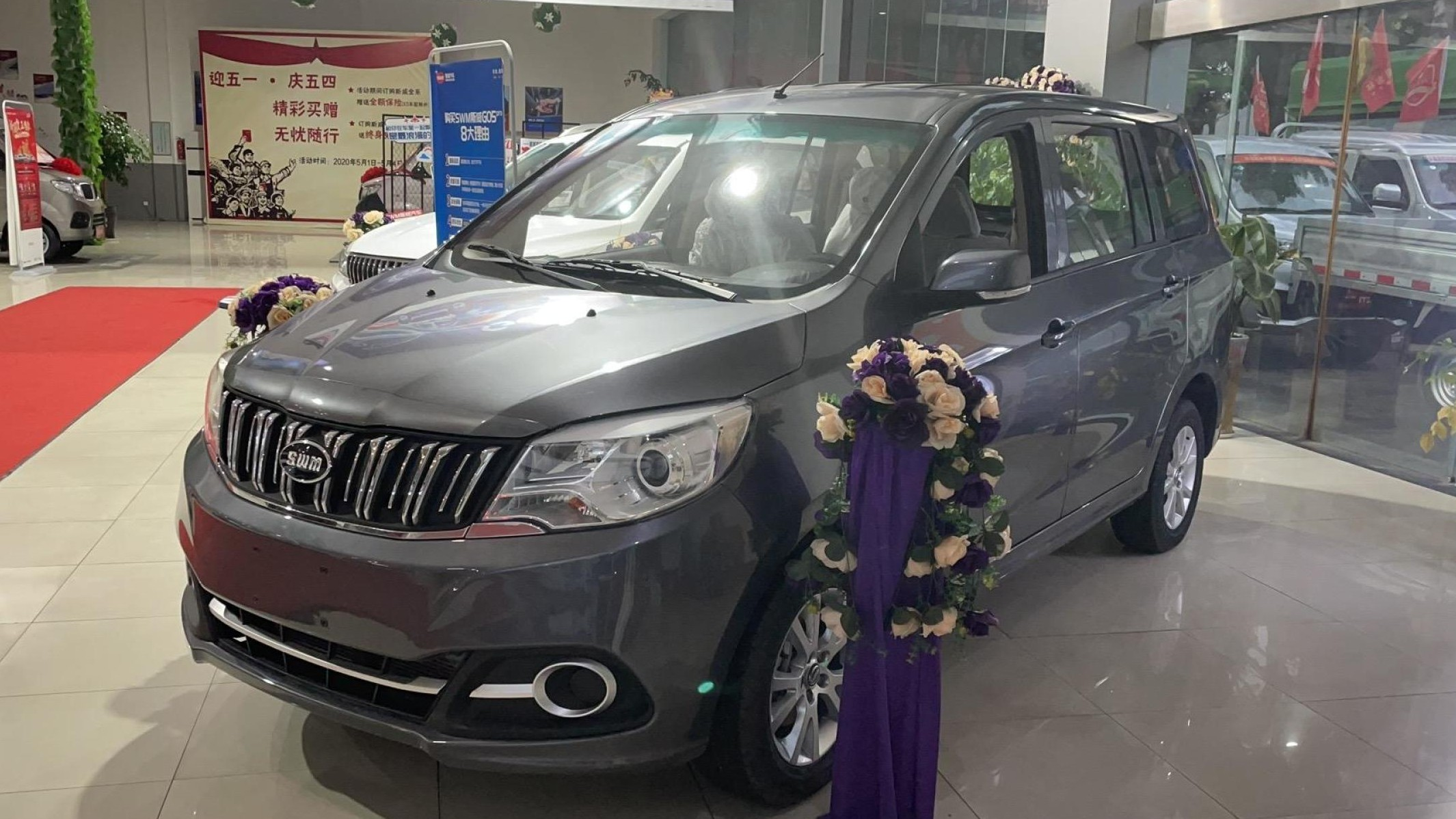
اس‌دبلیوام ایکس۳
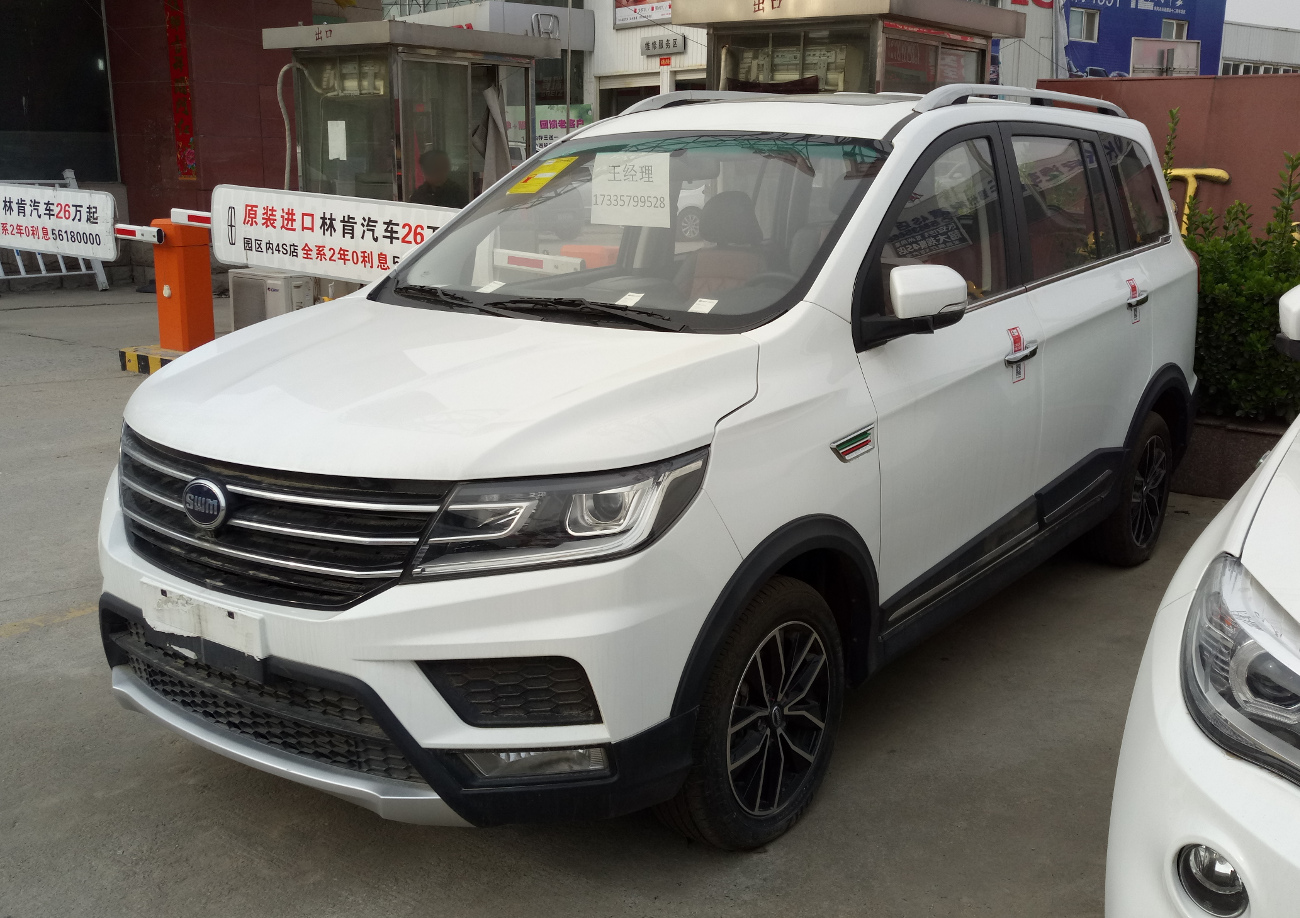
اس‌دبلیوام ایکس۲
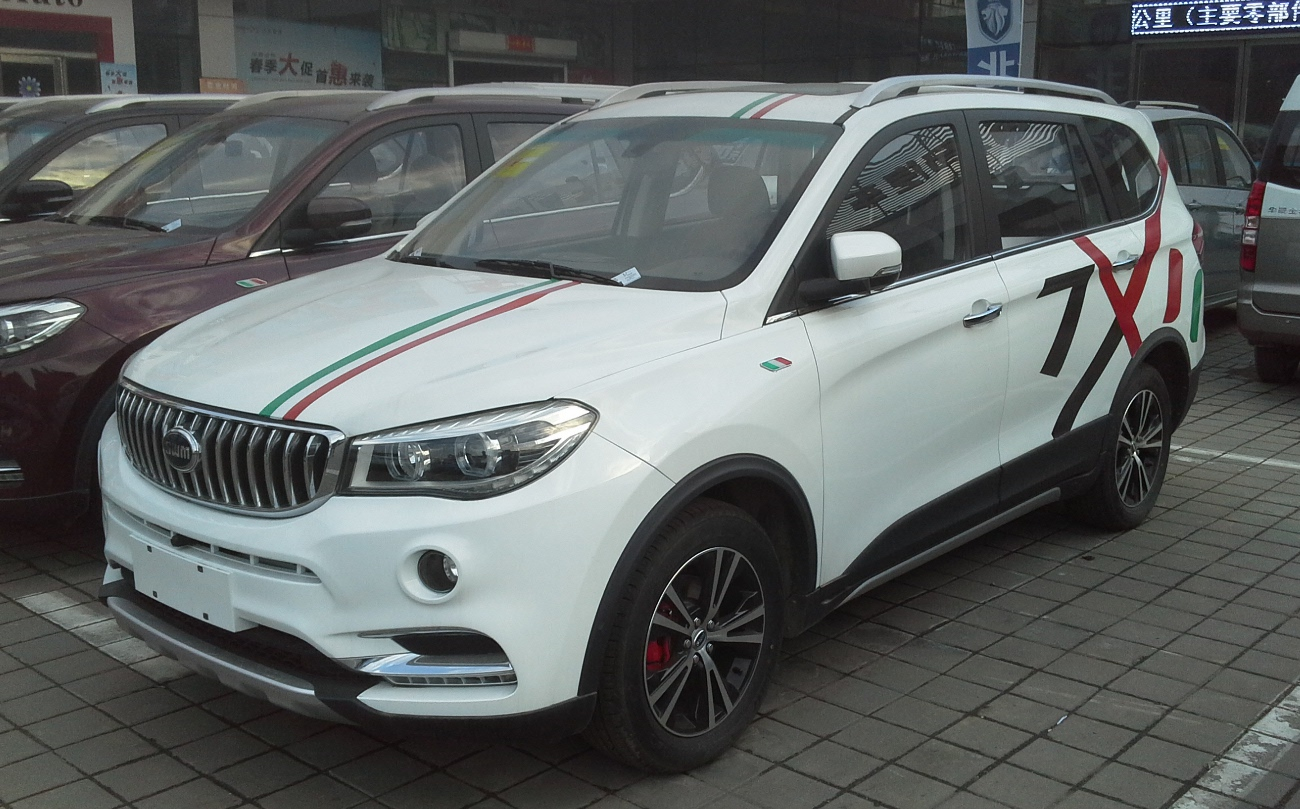
اس‌دبلیوام ایکس۷

- اس‌دبلیوام جی۰۱
- اس‌دبلیوام جی۰۱ اف
- اس‌دبلیوام جی۰۵
- اس‌دبلیوام ایکس۲
- اس‌دبلیوام ایکس۳
- اس‌دبلیوام ایکس۷